# NGC 5720
NGC 5720 ist eine 13,9 mag helle Spiralgalaxie vom Hubble-Typ Sb im Sternbild Bärenhüter und etwa 354 Millionen Lichtjahre von der Milchstraße entfernt. 
NGC 5720 wurde am 24. Juni 1887 von Lewis A. Swift entdeckt.